# 亚述纳迪纳普利
亚述纳迪纳普利（英語：Ashur-nadin-apli）（？—前1204年），中亚述时期的亚述国王（公元前1207年—公元前1204年在位）他3年的统治动荡不安，死后由亚述尼拉里三世继承。
| 前任： 图库尔蒂-尼努尔塔一世 | 亚述国王 前1207年－前1204年 | 繼任： 亚述尼拉里三世 |